# Беренгар (Хесенгау)
Вижте пояснителната страница за други личности с името Беренгар.
Беренгар (на немски: Berengar; * 836; † сл. 879) е маркграф на Неустрия (861 – 865) и около 860 г. граф в Хесен и от 876 до 879 г. гауграф в саксонския Хесенгау.

## Биография
Беренгар е син на Гебхард в Лангау, син на Одо Орлеански от род Удалрихинги и Ингелтруда от Фезенсак от род Матфриди, родоначалник на династията Конрадини. Майка му е сестра на могъщия маркграф Ернст († 865) в баварския Нордгау и на Бохемската марка (marchia bohemica в Долна Австрия). Баща му е брат на Ирментруда Орлеанска († 869), от 13 декември 842 г. съпруга на император Карл II Плешиви (Каролинги).
През 861 г. Беренгар е в немилост при крал Лудвиг Немски. През април 861 г. в Регенсбург Беренгар, заедно с братята му Удо и Валдо и техният чичо Ернст, са осъдени и загубват всичките си служби и дадената им собственост. Лудвиг III Младши го прави през 876 г. граф на саксонския Хесенгау.

## Деца
Той е вероятно баща на:
- Ода (* 873/874; † 903), от 888 г. съпруга на император Арнулф Каринтийски и майка на крал Лудвиг Детето